# Station Saint-Julien-en-Genevois
Station Saint-Julien-en-Genevois is een spoorwegstation in de Franse gemeente Saint-Julien-en-Genevois.